# Рушан (село)
Рушан (тадж. Рӯшон) — село в Восточном Таджикистане, административный центр Рушанского района Горно-Бадахшанской автономной области. Село расположено на Памире, на правом (северном) берегу реки Пяндж, при впадении в него реки Вомардара, на границе с Афганистаном.
Является центром Рушанского сельсовета (джамоата Рушан).

## Население
Население по данным переписи населения 2010 года составляет 4000 постоянных жителей. Основное население — рушанцы, которые причисляются статистикой Таджикистана к таджикам.
Население по данным 2017 года — 4640 человек.